# 雪山摩崖造像
雪山摩崖造像，位于山东省枣庄市山亭区山城街道。是中华人民共和国山东省省级文物保护单位之一。
2013年，列入第四批山东省文物保护单位，该文物保护单位是一座石窟寺及石刻。